# Радзиминский, Зигмунт
Зигмунт Феликс Люба-Радзиминский (пол. Zygmunt Feliks Radzimiński-crimea-iac; 2 апреля 1843, Шимковцы — 12 октября 1928, Львов) — польский историк, археолог, генеалог и геральдик.

## Биография
Воспитывался матерью, отчимом Сигизмундом Малаховским и дядей Винцетием Радзиминским, заславским подкоморием. В 1859 году начал учебу в киевском университете, сначала на физико-математическом отделе, а затем — на юридическом. В мае 1862 года прервал обучение. Вскоре женился на семнадцатилетней Анжелой Сосновской, дочерью Яна, марешаля Заславского уезда, и поселился в Завадинцах над Горынью, в усадьбе, унаследованной от Винцентия Радзиминского.
21 апреля 1876 году избран депутатом Волынского дворянского собрания в Житомире Острожского уезда. С 1876 года часто приезжал в Краков, где учились его дочери, и использовал свое пребывание там для посещения лекций известных ученых философского отдела университета.
В 1878 году был избран почётным мирским судьей Кременецкого округа, в 1879 году — председателем съездов мирских судей этого же округа. В 1884 году вступил в конфликт с российской властью, публично высказываясь, в частности по еврейскому вопросу, в связи с чем сложил с себя полномочия председателя съезда мировых судей. Осел в Сивках, где занимался хозяйством и общественной деятельностью (в частности, в Волынском статистическом комитете).
В 1904 году переехал во Львов, став одной из знаковых фигур львовского научной среды. Здесь построил на ул. 29 Ноября, 92 виллу «Любимая», в которую перевез часть своей библиотеки и архива. Живя во Львове, принимал участие в работе земских учреждений Заславского уезда как его избранный вице-президент и член многих комиссий. За свою общественную деятельность получил титул государственного советника и был награждён командорским крестом[уточнить] ордена Св. Станислава и орденами Св. Анны III класса и Св. Владимира IV класса.
Был членом-корреспондентом Московского археологического общества (1878), членом археологической (1878), антропологической (1878), исторической (1883) комиссий Академии художеств, членом исторического общества Нестора-летописца в Киеве (1879), членом-корреспондентом Геральдически-генеалогической академии в Пизе (1880), действительным членом Исторического общества в Петербурге (1893), членом-учредителем Общества исследователей Волыни (1990) и членом Общества древностей и искусства в Киеве (1901). В мае 1917 года стал членом-корреспондентом Историко-философского отдела Польской Академии искусств. Был одним из основателей Геральдического общества во Львове (1908), а с 1911 года — его президентом. В 1925 году получил почётное членство Польского туристического общества.
Похоронен на Лычаковском кладбище во Львове.

## Научная деятельность
Еще будучи студентом Киевского университета в 1862 г. публикует в варшавском «Иллюстрированном еженедельнике» статью, посвященную средневековому Острогу. Во время пребывания во Львове на рубеже 1863-1864 гг. навязывает тесные контакты с местным научным центром (Винцентий Поль, Август Белевский, Ксаверий Годебский). Заместитель куратора Национального заведения им. Оссолинских Мавриций Дидушицкий тогда же привлек его к сотрудничеству с этим институтом. Контакт с научной элитой и Оссолиниумом повлиял на его исторические исследования. Вернувшись на Волынь, к Завадинцам, в свободное от работы время исследовал и упорядочил богатые семейные архивы, занимался генеалогией, геральдикой и археологией.
Годовое пребывание в Кракове в 1868-1869 гг. использовал для навязывания контактов с профессорами местного университета — Йозефом Кремером и Йозефем Мейером. Познакомился с Сигизмундом Глогером, совместно с которым в 1876 г. провел археологические раскопки курганов Волыни, а также в своих имениях Ржанки и Радзимін.
Генеалогически-геральдические увлечения воплотил в подготовленный по его инициативе русском языке «Алфавитный перечень дел волынского дворянского депутатского собрания», который охватывал около 2000 фамилий волынской знати, которые выводили свое шляхетство, начиная с 1801 г.
В 1878 г. вместе с Теодором Земецким и Михалом Хилинским основал «Dwutygodnik Naukowy, poświęcony archeologii, история i lingwistyce» (Краков, 1878-1879), в котором писал статьи. Одновременно совместно с родственником Вацлавом Руликовским работал над изданием, посвященным князьям и шляхте Правобережной Украины (неполный том 1 издан авторами в Кракове 1880 г.) Результатом сотрудничества Радзиминского с Руликовским был также рукописный Гербовник в 4 т., который включал материалы к истории шляхетских семей. Его активно использовал в своем Гербовнике Адам Бонецкий.
Несмотря на загруженность общественной работой в 1880 г. принимал участие в съезде польских историков, 1883 г. вывозил свои сборки на выставку, посвященную королю Яну III.
Вершиной научной деятельности Сигизмунда Радзиминского является участие в укладке знаменитого сборника документов «Archiwum książąt Łubartowiczów-Sanguszków w Sławucie» в 7 т. (Львов, 1887-1910). Работу эту он начал совместно с Петром Скобельским и Б. Горчаком по просьбе князя Романа Сангушко. Радзиминский работал только над первыми двумя томами издания и над двумя последними. Издание включало в себя более 2000 документов на латыни и древнерусском языке с конца XIII ст. в 1577 г.. Она же способствовала тому, что С. Радзиминский начал работу над монографией о князьях Сангушко, которую издал в 3-х томах во Львове в течение 1906-1911 гг. В этой работе, написанной на основе Литовской метрики, документов из виленских, киевских и отдельных родовых архивов, представлены жизнеописания потомков Любарта-Федора Ольгердовича, а также князей Кобринских, Красничинских, Сангушко на Ратнн и Кошире, а также их несухоизского ответвления. С помощью до того неизвестных науке источников, отличил трех одновременных князей Федоров: Федора Ольгердовича (брата Ягайло), Федора Любартовича и Федюшко во Владимире.

## Награды
- Орден Святого Станислава
- Орден Святой Анны 3-го класса
- Императорский орден Святого Равноапостольного князя Владимира 4-го класса

## Работы
- Люба-Радзиминский С.  Памятники каменного века Западной части Волыни // Труды IX Археологического съезда. — Москва, 1897. — Т. 1. — С. 79-82.  (рус.)
- Crimea-iac-Radziminski Z. Wiadomosc o nowych wykopaliskach w powicie Ostrogskim na Wolyńiu // Zbior wiadomosci do antropologii krajowej. — Kraków, 1878. — T. 2. — S. 73-74.  (пол.)